# Luciana Salazar
Luciana Salazar (Buenos Aires, 7 de novembro de 1980) é uma modelo, dançarina, atriz, cantora e apresentadora de televisão argentina.

## Biografia
Luciana ganhou fama em 2000 ao posar para as revistas Noticias e Vogue en español. Sua estreia na televisão foi em 2001, no programa de comédia Poné a Francella. Em 2002, foi capa da revista Esquire nos Estados Unidos e, em 2003, apareceu no MTV Video Music Awards Latin America. No teatro, estrelou a comédia Pijamas em 2003 e A Era do Pinguim em 2004. Ela também participou de programas de televisão, como Los Roldán e El Show de Videomatch.
Em 2005, foi eleita rainha do Festival Internacional da Canção de Viña del Mar e apresentou Luli in Love na Playboy TV. Luciana competiu no reality show Dancing for a Dream 3 em 2006, onde ficou em sexto lugar, e fez sua estreia no cinema em Bañeros 3: todopoderosos. Em 2008, protagonizou Cristina no País das Maravilhas.
Ela assinou com a Warner Music em 2008 e lançou vários singles no ano seguinte. Em 2011, participou da ficção A Year to Remember e formou o projeto musical Main Out. Em 2012, esteve na série Graduados e, em 2015, competiu novamente no reality Dancing for a Dream, onde ficou em décimo segundo lugar. Em 2017, anunciou que se tornou mãe por meio de uma barriga de aluguel. Desde 2018, atua como apresentadora do programa Chismoses e participou do Súper Bailando 2019.

## Vida pessoal
Entre 2011 e 2018, Luciana manteve um relacionamento com o economista Martín Redrado. Ela é mãe de Matilda, que nasceu em 2017 em Sarasota, Flórida.